# テレビ朝日福祉文化事業団
社会福祉法人テレビ朝日福祉文化事業団（テレビあさひふくしぶんかじぎょうだん）は、高齢者福祉、障害者福祉、児童福祉などの社会福祉活動を行う社会福祉法人。日本教育テレビが社名をテレビ朝日（当時は略称）に変更したのを機会に、より幅広い社会福祉活動を行うことを目指し、テレビ朝日が基金を拠出して1977年（昭和52年）8月4日に設立された。